# NGC 6459
NGC 6459 је спирална галаксија у сазвежђу Змај која се налази на NGC листи објеката дубоког неба.
Деклинација објекта је + 55° 46' 37" а ректасцензија 17h 45m 47,1s. Привидна величина (магнитуда) објекта NGC 6459 износи 14,4 а фотографска магнитуда 15,3. NGC 6459 је још познат и под ознакама CGCG 278-25, MCG 9-29-29, PGC 60817.